# Mergellina
Mergellina est une partie côtière de la ville de Naples, en Italie. Il s'agit d'un quartier pittoresque, populaire et touristique, situé dans le quartier de Chiaia, au pied de la colline Posillipo et face au Castel dell'Ovo. 

## Nom
Certaines personnes disent que le nom dérive de celui d'un oiseau de rivage appelé "mergoglino". Il y a un doute parmi les habitants de la région sur l'origine du nom "Mergellina". Cependant il est très probable que la véritable origine du nom dérive du Latin "mare ialium", qui signifie "mer claire, transparente".

## Aperçu
Historiquement, c'était un petit village de pêche et un port, qui était tout à fait distinct de Naples. L'expansion de Naples à l'ouest sous les Espagnols au XVIIe siècle, et le développement ultérieur de la ville sous les Bourbons, puis par le gouvernement italien entre 1880 et 1915, ont peu à peu conduit à l'incorporation de Mergellina dans le grand Naples. Il est encore aujourd'hui un port de pêche mais aussi un important port touristique secondaire avec un trafic passager notable vers les îles de la baie de Naples et vers différentes destinations touristiques le long de la côte Campanienne. Le port sert également d'amarrage privé pour des embarcations de plaisance.
Mergellina était le lieu d'origine du poète Jacopo Sannazaro, dont les versets en italien ont contribué à former la langue italienne au Moyen-Âge. Une place, à un pâté de maisons du port, fait face à l'église de Santa Maria del Parto où se trouve sa tombe.

Pendant les Jeux Olympiques d'Été de 1960, l'endroit a été utilisé comme Port olympique pour le Finn (au Jardin de la Mer) et les voiliers Flying Dutchman (à Posillipo). Ce charmant endroit est célèbre pour être l'un des favoris des restaurants de mer. Sur le quai, les pêcheurs ont, pendant des années, vendu leurs prises quotidiennes.

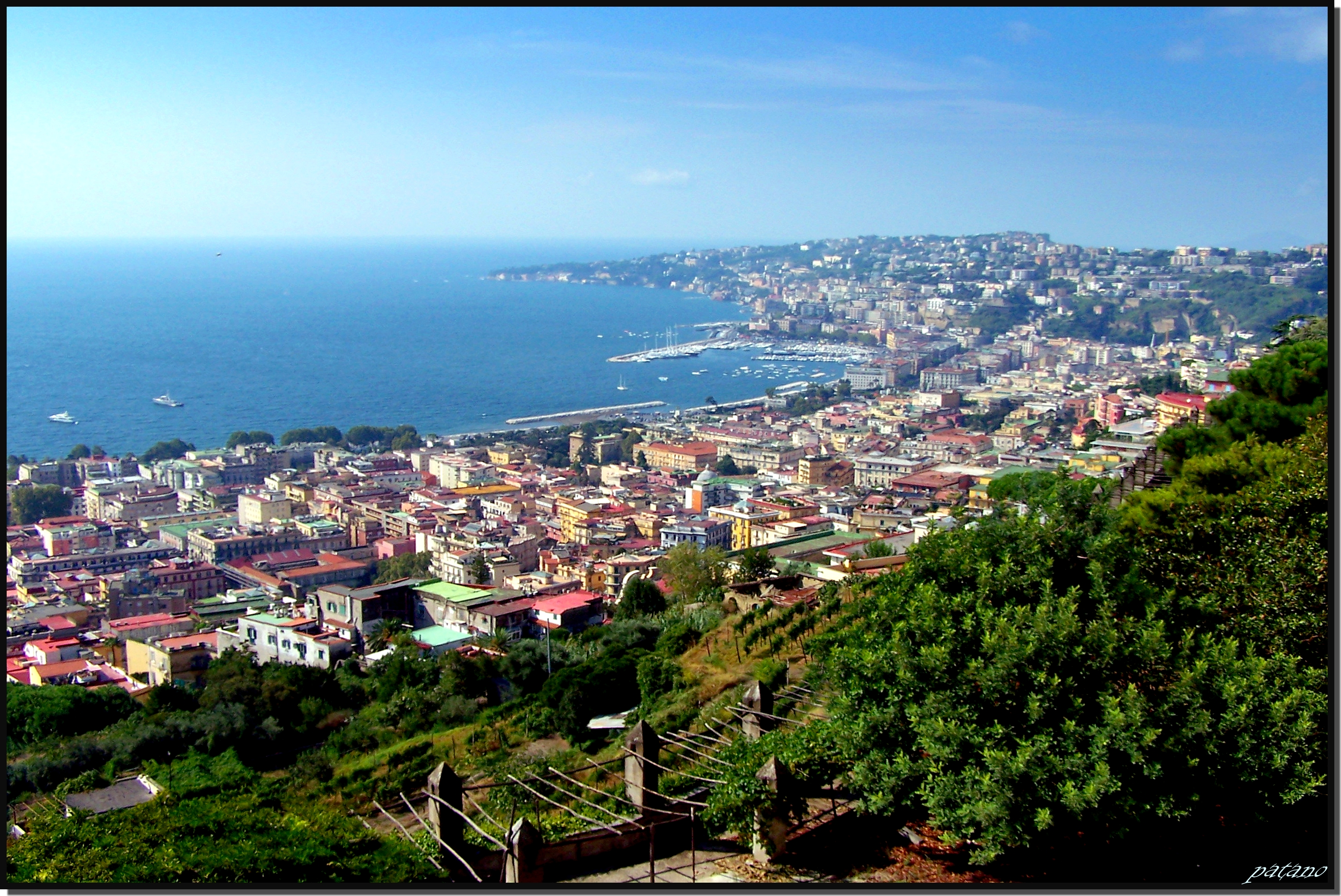
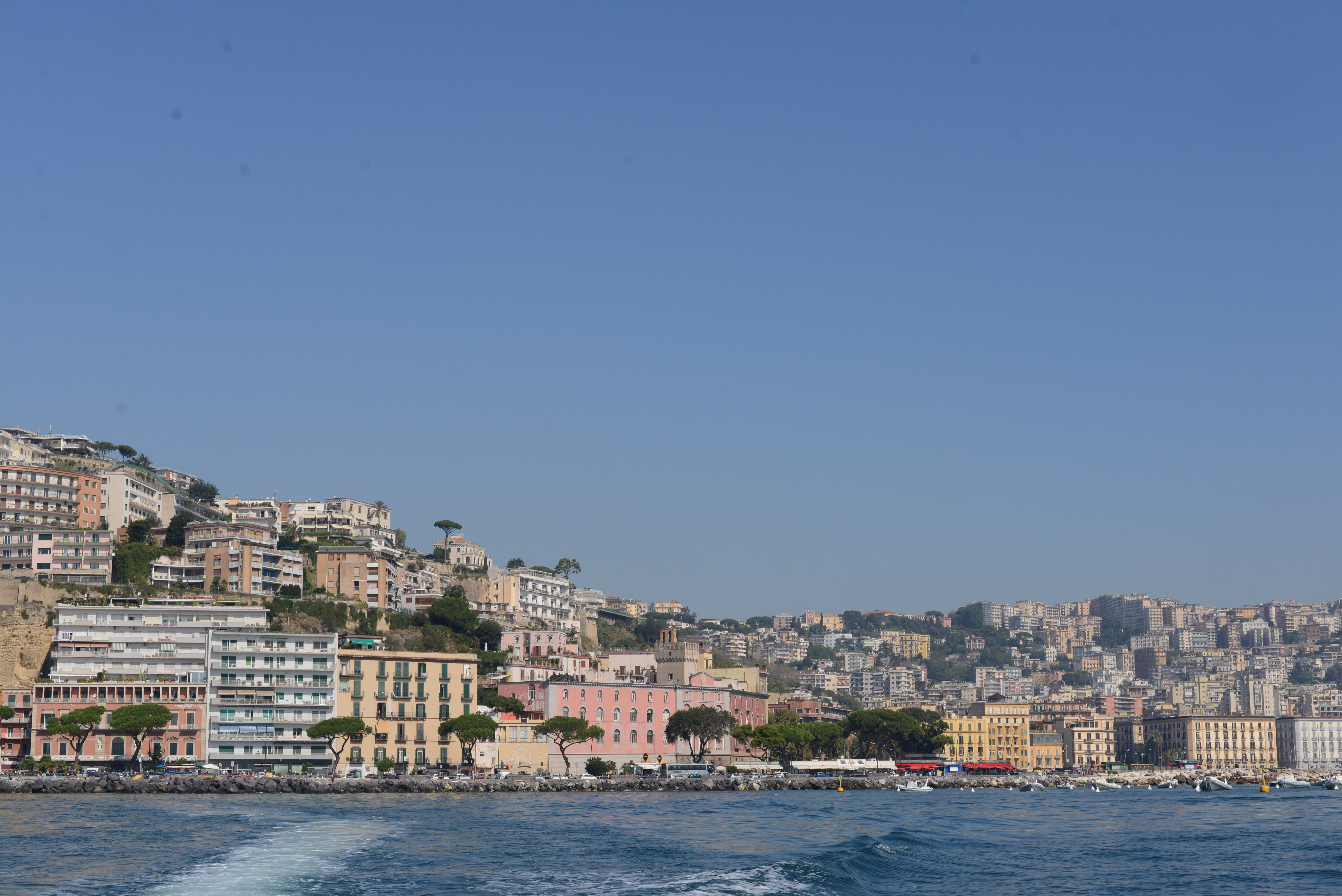
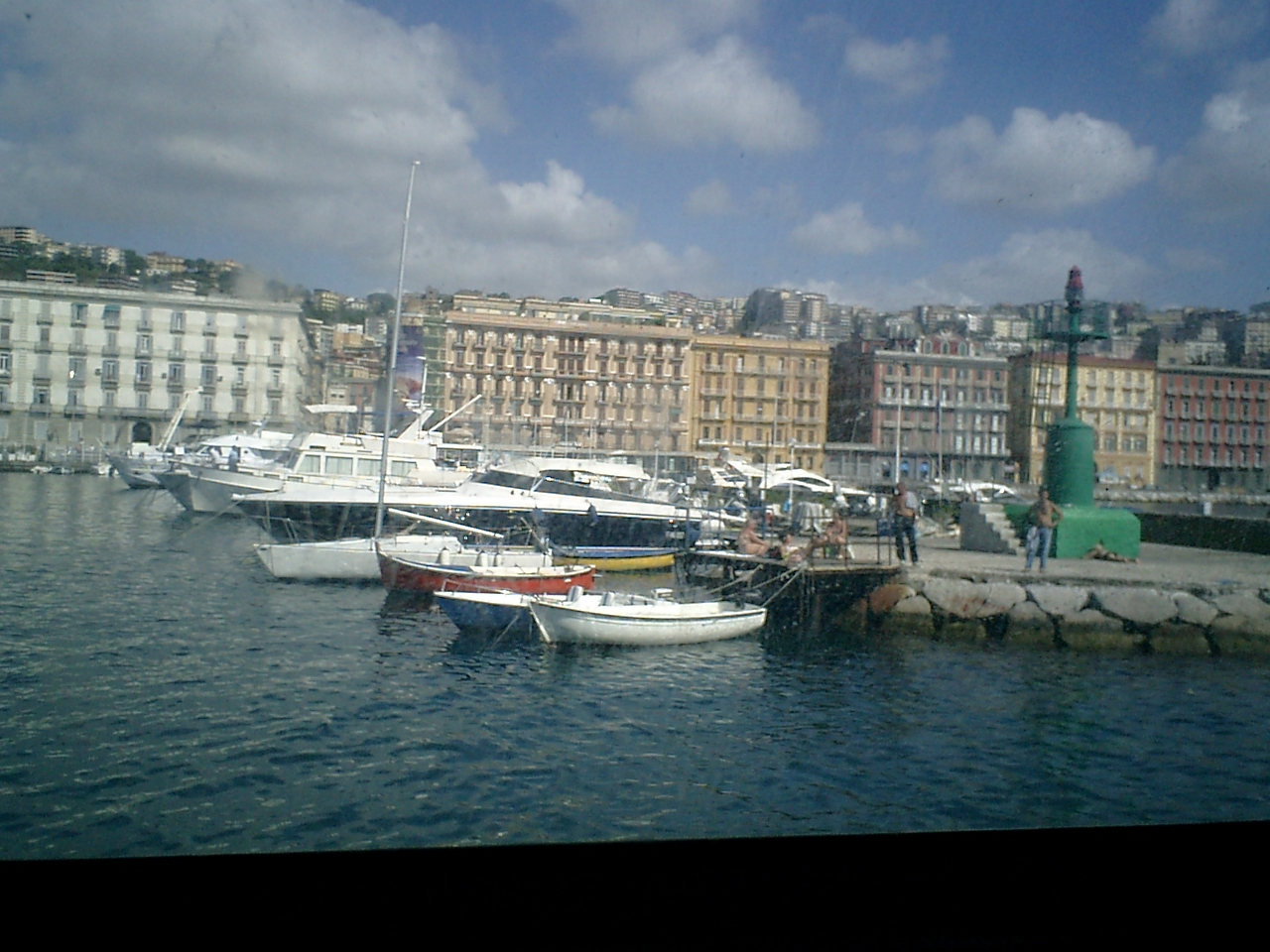
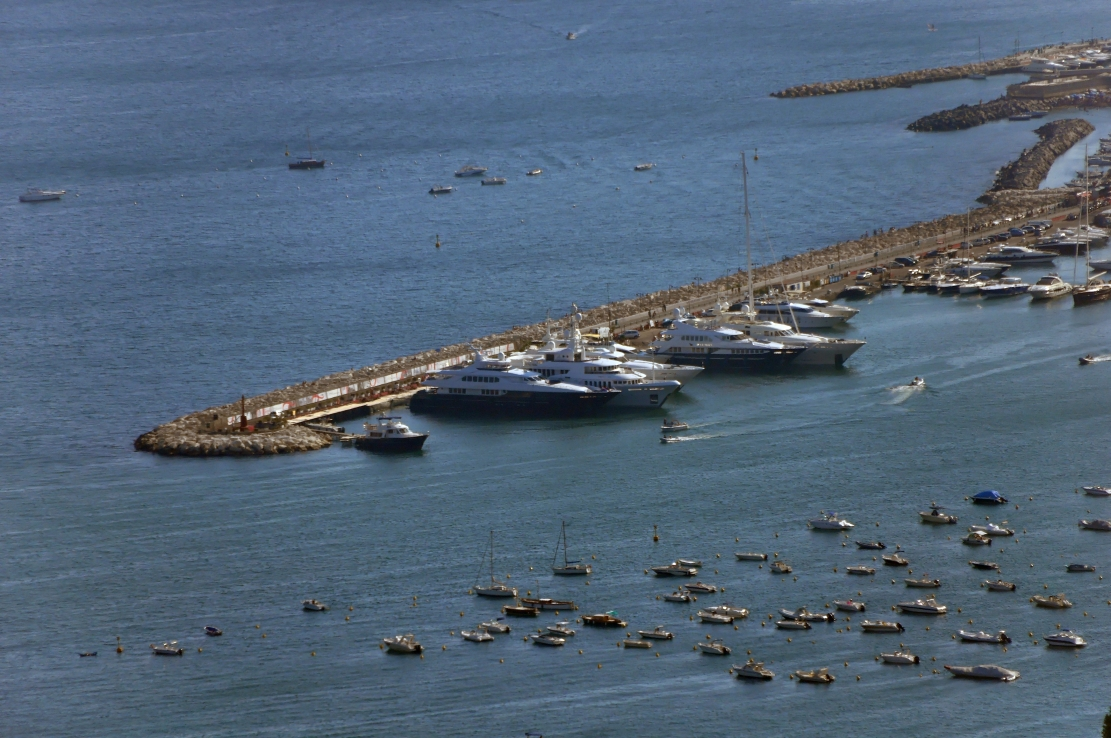
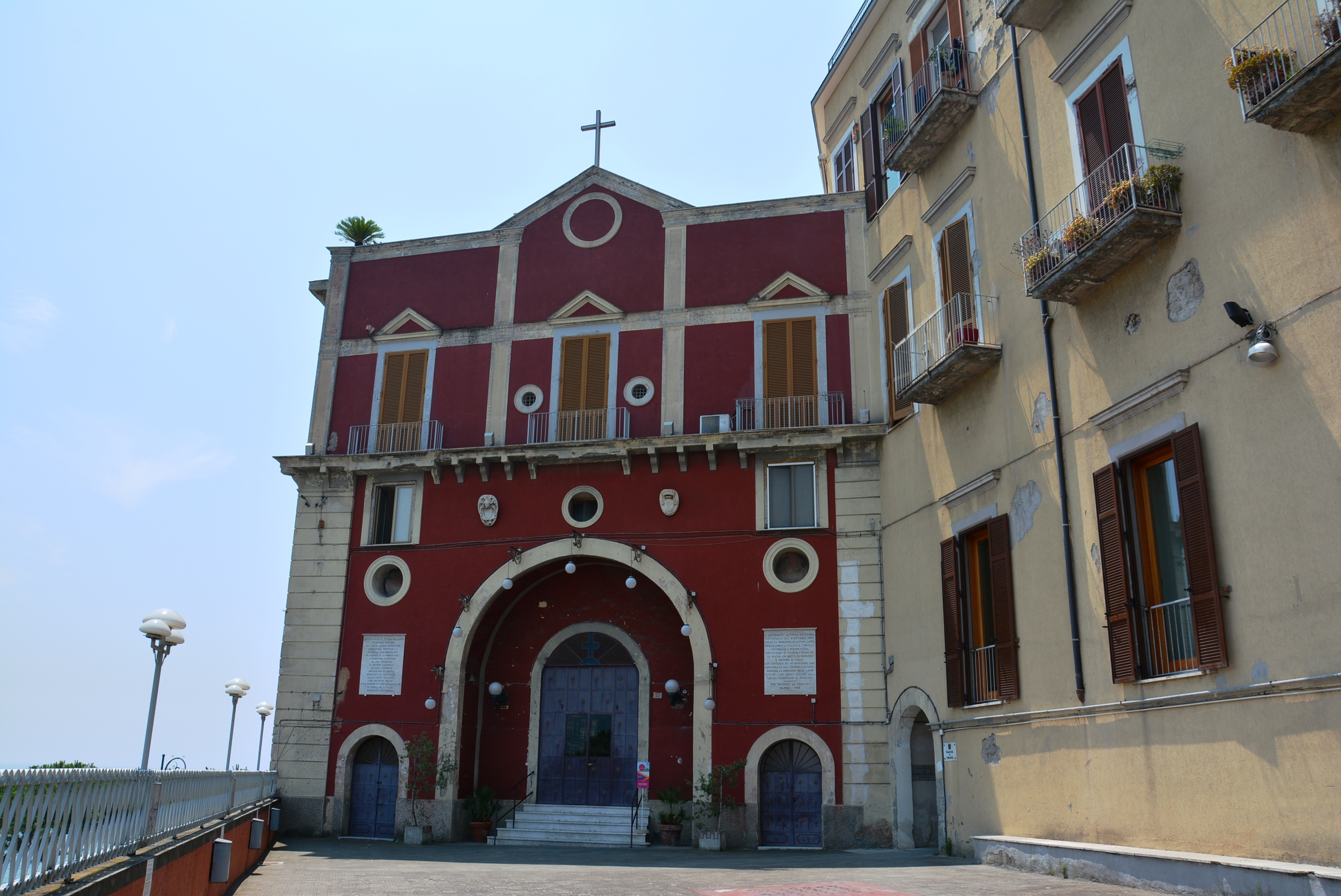
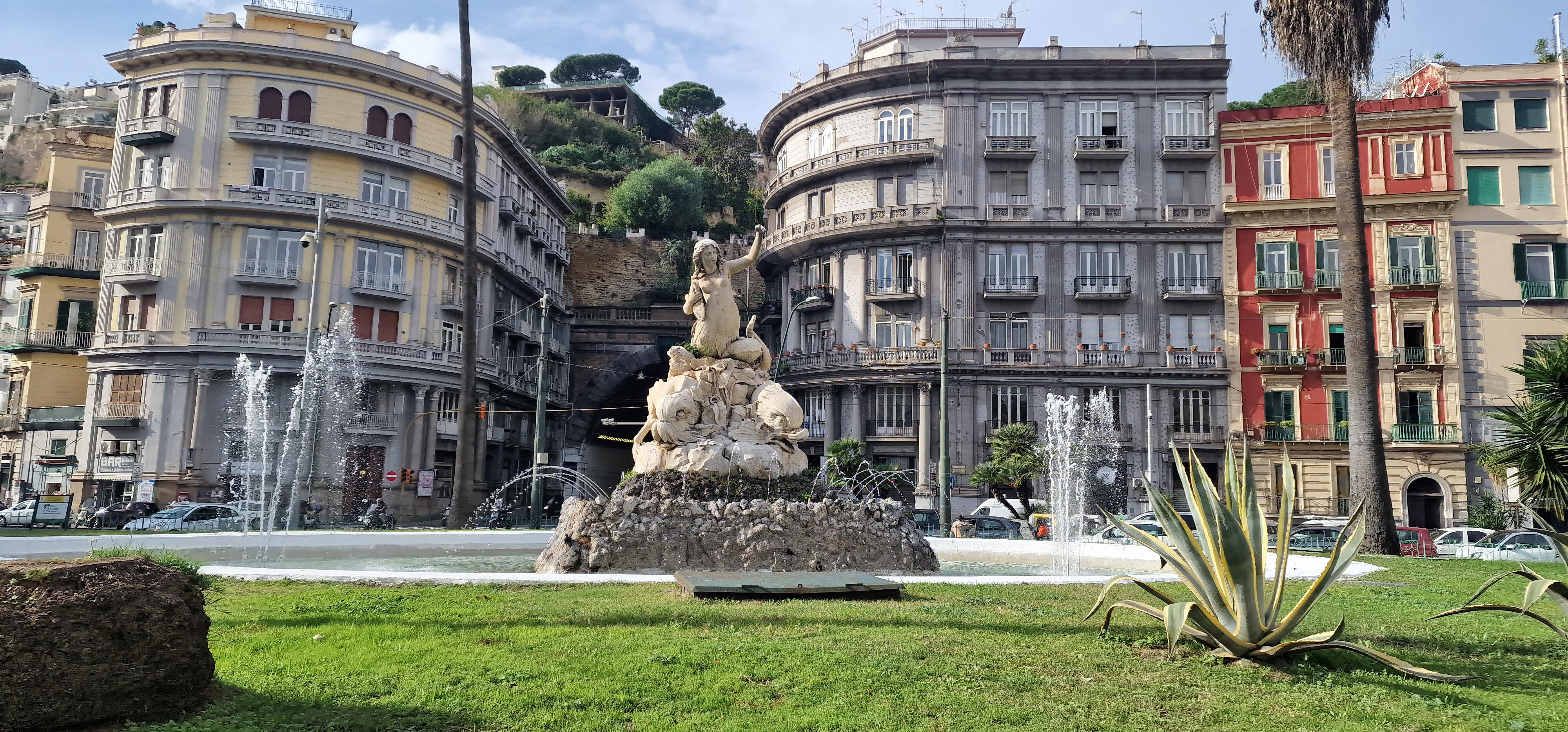
Fontaine de la Sirène, place Sannazaro
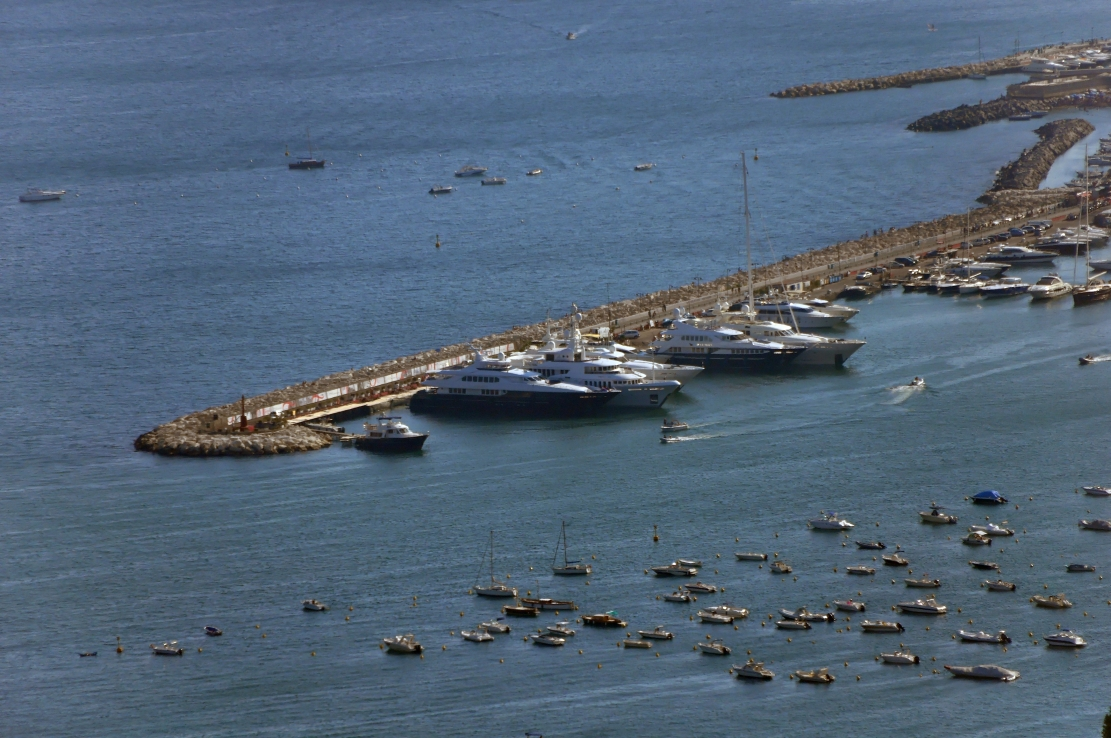
Quai à Mergellina
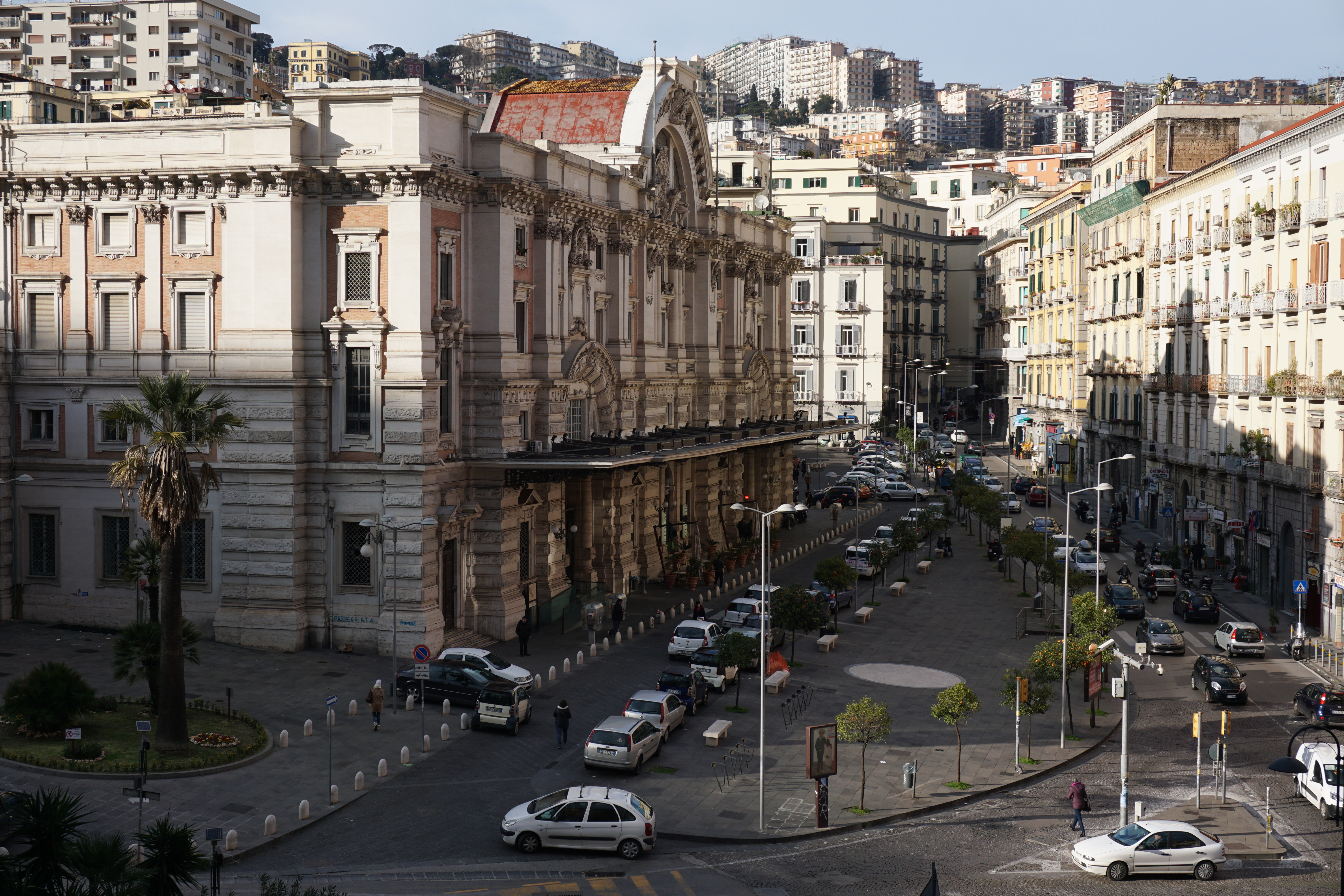
Gare de Mergellina

## Quelques sites
- Gare de Mergellina (1925)
- Funiculaire de Mergellina (1931)
- Porticciolo di Mergellina
- Place Sannazaro avec la fontaine de la Sirène
- Fontaine du Sebeto (1635)
- Parc Virgiliano a Piedigrotta : parc et tombe de Virgile